# Zo'n mooie dag als vandaag
Zo'n mooie dag als vandaag is een single van Hanny en de Rekels. Het was een vertaling van het nummer So schön wie Heute, dat eerder gezongen werd door Maren. Na Mario en Waarom trouw je met die ander was dit het derde hitje in Nederland van de combinatie Hanny en de Rekels. Het lied verscheen op het muziekalbum Monique van Frans, Hanny en de Rekels op Elf Provinciën (ELF 1557), gedistribueerd door Dureco in Weesp.
Hennie Lonis alias Hanny Bakkum alias Hanny (zang), Jacques Wagtmans (gitaar), André de Jong (gitaar/basgitaar), Jos van Zundert (toetsinstrumenten) en Rob Kraak (drums) namen het op onder leiding van Bert Conard, later onder meer producer van Tatjana Šimić.

## Hitnotering

### Nederlandse Top 40
| Hitnotering: week18 t/m 21 in 1974 | Hitnotering: week18 t/m 21 in 1974 | Hitnotering: week18 t/m 21 in 1974 | Hitnotering: week18 t/m 21 in 1974 | Hitnotering: week18 t/m 21 in 1974 | Hitnotering: week18 t/m 21 in 1974 |
| Week:                              | 1                                  | 2                                  | 3                                  | 4                                  |                                    |
| ---------------------------------- | ---------------------------------- | ---------------------------------- | ---------------------------------- | ---------------------------------- | ---------------------------------- |
| Positie:                           | 31                                 | 24                                 | 25                                 | 37                                 | uit                                |

### NederlandseDaverende 30
| Hitnotering: 11-5-1974 t/m 17-5-1974 | Hitnotering: 11-5-1974 t/m 17-5-1974 | Hitnotering: 11-5-1974 t/m 17-5-1974 |
| Week:                                | 1                                    |                                      |
| ------------------------------------ | ------------------------------------ | ------------------------------------ |
| Positie:                             | 27                                   | uit                                  |